# 73-й бомбардировочный авиационный полк ВВС Балтийского флота
73-й бомбардировочный авиационный полк ВВС Балтийского флота — воинская часть Вооружённых Сил СССР в Великой Отечественной войне.

## История
В составе действующей армии во время ВОВ c 22 июня 1941 по 25 октября 1941 и с 23 мая 1942 до 22 февраля 1944 года. На вооружении полка находились 43 СБ и 18 Ар-2. На 22 июня 1941 года 2-я, 4-я и 5-я эскадрильи полка базируются в Пярну, остальные базировались в Керстово и Таллине. В конце июня 3 самолёта полка перелетели на остров Сааремаа где вошли в состав Авиагруппы Береговой обороны.
С началом боевых действий совершал вылеты на прикрытие минных заградителей, устанавливающих мины в Финском заливе.
30 июня 1941 года участвует в печально известном налёте на переправы немецких войск через Западную Двину в районе Даугавпилса. На рассвете двумя самолётами СБ была проведена разведка и в 06-25 с аэродрома Пярну в воздух поднялась первая шестёрка СБ, которая провела бомбардировку базы группы II/JG54. Из 6 самолётов вернулся только один, остальные были сбиты над аэродромом. Затем были подняты ещё 8 Ар-2, которые хотя и с высоты, но отбомбились без потерь, слетав дважды (второй раз в количестве 7 самолётов). Всего полк в 36 самолёто-вылетах потерял 11 самолётов сбитыми.
Затем перелетел в Таллин (аэродром Лаксберг), 6 июля 1941 года по отчётам потопил у Виндавы вражеский миноносец (немецкими данными не подтверждается), 10 июля 1941 года наносит удар по вражеским кораблям в Пярну, 13 июля 1941 года в Рижском заливе принимал участие в ударе по конвою противника в составе сорока кораблей, идущих с войсками, вооружением и боеприпасами из Либавы в Ригу. В первый день все бомбы, сброшенные с самолётов полка легли мимо. По отчётам шесть транспортов были потоплены и четыре повреждены.
Из Таллина в количестве 12 бомбардировщиков действует до 19 августа 1941 года, вылетая на поддержку сухопутных войск, в частности производит 3 августа 1941 года проводит бомбардировку войск противника на шоссе Пярну — Таллин.
В сентябре 1941 года воюет на подступах к Ленинграду, в частности, наносит удары по артиллерийским батареям под Ленинградом, действует в районе Ораниенбаума, Кингисеппа, Луги. Базировался на полях Лесотехнической академии, с правой стороны Гражданского проспекта.
Приказом Наркома ВМФ от 3 октября 1941 года, выведен на переформирование. Всего с начала войны потерял 45 СБ, 15 Ар-2 и 4 Пе-2. С конца октября 1941 по конец мая 1942 года находится на переформировании и укомплектовании, Получил самолёты Пе-2. По поступлении в действующую армия наносил удары в основном по укреплениям, артиллерийским батареям и коммуникациях противника под Ленинградом. С октября 1942 года началось достаточно активное использование полка по его прямому назначению, то есть, вылеты на плавсредства противника.
С января 1943 года в составе полка появились две эскадрильи самолётов Р-10, переданные из 23-го штурмового авиаполка Черноморского флота
С 12 января 1943 года принимает активное участие в операции «Искра», в этот день самолётами полка на левом берегу Невы было разрушено здание 8-й ГЭС, превращённое в мощный опорный пункт. Затем, в ходе операции пикировщики полка наносили удары по сильно укреплённым опорным пунктам противника под Ленинградом, бомбили железнодорожные эшелоны, автомашины с вооружением и живой силой врага, разрушили мост через реку Лугу, прервав сообщение на участке Нарва — Гатчина. Группа бомбардировщиков полка у станции Гатчина разбила вражеский железнодорожный эшелон из 30 вагонов.
В мае 1943 года вылетает на уничтожение железнодорожного и шоссейного мостов через реку Луга в городе Кингисепп, а 21 мая 1943 года уничтожает мост в Нарве, который затем восстанавливался в течение месяца. Летом 1943 года наносит удары по укреплениям в Синявино, в сентябре 1941 года, будучи прикрытым самолётами 3-го гвардейского истребительного полка наносит удар в районе Анненское.
C 17 января 1944 года поддерживает наступающие советские войска в ходе Красносельско-Ропшинской операции, наносит удар по штабу противника в Ропше, бомбит укрепления и отступающие колонны противника.
22 февраля 1944 года Приказом Наркома ВМФ № 28 за мужество и героизм, проявленные в боях со врагом преобразован в 12-й гвардейский пикировочно-бомбардировочный авиационный полк ВВС Балтийского флота

## Полное наименование
73-й бомбардировочный авиационный полк ВВС Балтийского флота

## Подчинение
| Дата            | Флот            | Армия | Корпус | Дивизия (бригада)                                              | Примечания          |
| --------------- | --------------- | ----- | ------ | -------------------------------------------------------------- | ------------------- |
| 22.06.1941 года | Балтийский флот | -     | -      | 10-я смешанная авиационная бригада ВВС Балтийского флота       | -                   |
| 01.07.1941 года | Балтийский флот | -     | -      | 10-я смешанная авиационная бригада ВВС Балтийского флота       | -                   |
| 10.07.1941 года | Балтийский флот | -     | -      | 10-я смешанная авиационная бригада ВВС Балтийского флота       | -                   |
| 01.08.1941 года | Балтийский флот | -     | -      | 10-я смешанная авиационная бригада ВВС Балтийского флота       | -                   |
| 01.09.1941 года | Балтийский флот | -     | -      | 10-я смешанная авиационная бригада ВВС Балтийского флота       | -                   |
| 01.10.1941 года | Балтийский флот | -     | -      | 8-я бомбардировочная авиационная бригада ВВС Балтийского флота | -                   |
| 01.11.1941 года | -               | -     | -      | -                                                              | на переформировании |
| 01.12.1941 года | -               | -     | -      | -                                                              | на переформировании |
| 01.01.1942 года | -               | -     | -      | -                                                              | на переформировании |
| 01.02.1942 года | -               | -     | -      | -                                                              | на переформировании |
| 01.03.1942 года | -               | -     | -      | -                                                              | на переформировании |
| 01.04.1942 года | -               | -     | -      | -                                                              | на переформировании |
| 01.05.1942 года | -               | -     | -      | -                                                              | на переформировании |
| 01.06.1942 года | Балтийский флот | -     | -      | 8-я бомбардировочная авиационная бригада ВВС Балтийского флота | -                   |
| 01.07.1942 года | Балтийский флот | -     | -      | 8-я бомбардировочная авиационная бригада ВВС Балтийского флота | -                   |
| 01.08.1942 года | Балтийский флот | -     | -      | 8-я бомбардировочная авиационная бригада ВВС Балтийского флота | -                   |
| 01.09.1942 года | Балтийский флот | -     | -      | 8-я бомбардировочная авиационная бригада ВВС Балтийского флота | -                   |
| 01.10.1942 года | Балтийский флот | -     | -      | 8-я бомбардировочная авиационная бригада ВВС Балтийского флота | -                   |
| 01.11.1942 года | Балтийский флот | -     | -      | 8-я бомбардировочная авиационная бригада ВВС Балтийского флота | -                   |
| 01.12.1942 года | Балтийский флот | -     | -      | 8-я бомбардировочная авиационная бригада ВВС Балтийского флота | -                   |
| 01.01.1943 года | Балтийский флот | -     | -      | 8-я бомбардировочная авиационная бригада ВВС Балтийского флота | -                   |
| 01.02.1943 года | Балтийский флот | -     | -      | 8-я бомбардировочная авиационная бригада ВВС Балтийского флота | -                   |
| 01.03.1943 года | Балтийский флот | -     | -      | 8-я бомбардировочная авиационная бригада ВВС Балтийского флота | -                   |
| 01.04.1943 года | Балтийский флот | -     | -      | 8-я бомбардировочная авиационная бригада ВВС Балтийского флота | -                   |
| 01.05.1943 года | Балтийский флот | -     | -      | 8-я бомбардировочная авиационная бригада ВВС Балтийского флота | -                   |
| 01.06.1943 года | Балтийский флот | -     | -      | 8-я бомбардировочная авиационная бригада ВВС Балтийского флота | -                   |
| 01.07.1943 года | Балтийский флот | -     | -      | 8-я минно-торпедная авиационная дивизия ВВС Балтийского флота  | -                   |
| 01.08.1943 года | Балтийский флот | -     | -      | 8-я минно-торпедная авиационная дивизия ВВС Балтийского флота  | -                   |
| 01.09.1943 года | Балтийский флот | -     | -      | 8-я минно-торпедная авиационная дивизия ВВС Балтийского флота  | -                   |
| 01.10.1943 года | Балтийский флот | -     | -      | 8-я минно-торпедная авиационная дивизия ВВС Балтийского флота  | -                   |
| 01.11.1943 года | Балтийский флот | -     | -      | 8-я минно-торпедная авиационная дивизия ВВС Балтийского флота  | -                   |
| 01.12.1943 года | Балтийский флот | -     | -      | 8-я минно-торпедная авиационная дивизия ВВС Балтийского флота  | -                   |
| 01.01.1944 года | Балтийский флот | -     | -      | 8-я минно-торпедная авиационная дивизия ВВС Балтийского флота  | -                   |
| 01.02.1944 года | Балтийский флот | -     | -      | 8-я минно-торпедная авиационная дивизия ВВС Балтийского флота  | -                   |

## Командиры
- Крохалев, Анатолий Ильич, полковник, с апреля 1940 по 28.06.1941[1].
- Коптев Ф. М., майор, 28.06.1941 — 31.07.1941
- Крохалев, Анатолий Ильич, с 09.08.1941 по 20.08.1942
- Курочкин, Михаил Алексеевич, подполковник, с 20.08.1942 — 22.02.1944

## Отличившиеся воины полка
| Награда | Ф. И.О.                    | Должность      | Звание       | Дата награждения | Примечания                                       |
| ------- | -------------------------- | -------------- | ------------ | ---------------- | ------------------------------------------------ |
| -       | Варенников Иван Семёнович  | стрелок-радист | краснофлотец | -                | 30.06.1941 погиб в огненном таране у Даугавпилса |
| -       | Вотинов Василий Платонович | штурман        | лейтенант    | -                | 30.06.1941 погиб в огненном таране у Даугавпилса |
| -       | Пономарёв Пётр Павлович    | лётчик         | лейтенант    | -                | 30.06.1941 совершил огненный таран у Даугавпилса |